# فرودگاه فسا
فرودگاه شهدای فسا فرودگاهی در ۱۰کیلومتری جنوب شرقی شهر فسا، ایران است. اکنون به عنوان فرودگاه آموزشی و پروازهای محلی مورد استفاده قرار می‌گیرد.

## تجهیزات
هم اکنون این فرودگاه علاوه بر باند پرواز آسفالت دارای برج مراقبت، اپرون ۷۰ در ۷۰ متری، تجهیزات مخابراتی از جمله NDBR و ایستگاه هواشناسی است.